# Liga Independente das Escolas de Samba de Cabo Frio
Liga Independente das Escolas de Samba de Cabo Frio é a entidade que congrega escolas de samba de Cabo Frio. é responsável junto com a Prefeitura de Cabo Frio pela organização do carnaval desse município.

## Histórico
Fundada em 10 de Janeiro de 2001, a LIESCF surgiu com objetivo de resgatar o Carnaval Cabofriense. e de buscar as raízes e o aspecto cultural e social do carnaval, sendo em seu primeiro ano, a criação do grupo de acesso. em 2008, a Liga teve três grupos: Especial, Grupo de acesso A e B, aonde durou até 2010.
aonde passou a ter o Grupo da Comunidade, onde as escolas pertencentes a esse grupo, desfilam em suas comunidades, sendo aprovada ou não. em 2013, a LIESCF junto com o poder  público, alteraram o dia de desfile das escolas de samba de Cabo Frio, passando do calendário normal pra temporão 
. mais entretanto O motivo foi a falta do repasse da subvenção as escolas de samba 